# Культ UA
Культ UA (портал «Культура») — інтернет-портал Національного газетно-журнального видавництва Міністерства культури України, що існував у 2015 — 2017 роках. 

## Історія
У 2010 році видавництво вперше виступило організатором інтернет-порталу «Культура», який працював в форматі всеукраїнського ресурсного центру в сфері культурних індустрій та мистецтва. З березня 2015 портал працював у новому форматі за адресою http://cultua.media/ [Архівовано 17 червня 2015 у Wayback Machine.]

## Керівництво
Очолювала портал у 2015 році Ліліана Фесенко, з 2016 — Олександр Литвиненко. Розробник концепції — Анатолій Сєриков, Розробник програмного забезпечення — компанія «Діалон».

## Опис сайту
Матеріали для порталу готували редакції щотижневиків «Культура і життя», «Кримська світлиця», журналів «Українська культура», «Музика», «Театрально-концертний Київ», «Пам'ятки України», «Український театр», а також волонтери і позаштатні автори.
Портал транслював твіти віце-прем'єр-міністра України В'ячеслава Кириленка, була переадресація із розділу «Українська преса» на Facebook-сторінки видань Міністерства культури.

## Закриття
Портал припинив існування як структурний підрозділ видавництва з липня 2017 року, наповнення сайту було припинене з грудня 2017-го.
26 січня 2018 року через системне нищення Міністерством культури України Національного газетно-журнального видавництва портал «Культура» за адресою http://cultua.media/ [Архівовано 17 червня 2015 у Wayback Machine.] остаточно припинив існування. Керівництво державного підприємства змушене було припинити наповнення порталу, щоб зберегти друковані видання.

## Цікаві факти
Свою сторінку на порталі мав письменник Андрій Курков.